# DDR-Fußball-Bezirksliga 1955
Die DDR-Bezirksliga 1955 war eine Übergangsrunde, die zum 4. Mal ausgetragen wurde und nach der Installierung der II. DDR-Liga, zwar die höchste Spielklasse eines Bezirks blieb, aber nur noch vierthöchste im Ligasystem auf dem Gebiet des DS war.
Der Spielbetrieb der 15 Bezirksligen wurde vom jeweiligen Bezirksfachausschuss (BFA) durchgeführt, bei denen kein offizieller Meister, sondern nur ein Sieger ermittelt wurde.
In der Übergangsrunde wurde erstmalig in drei Bezirken in zweigleisigen Ligen gespielt, wobei man in Halle und Gera das Teilnehmerfeld teilte, während man in Ost-Berlin aufstockte (verdoppelte). In elf Bezirken wurde weiterhin in eingleisigen Ligen gespielt und nur in Karl-Marx-Stadt gab es keinen reinen Spielbetrieb der Bezirksliga.
Während dieser Übergangsrunde besaß keine Mannschaft ein Aufstiegsrecht in die übergeordnete II. DDR-Liga.

## Bezirkssieger der Übergangsrunde
| Bezirk           | Mannschaft                               |
| ---------------- | ---------------------------------------- |
| Rostock          | BSG Lokomotive Stralsund                 |
| Schwerin         | SC Traktor Schwerin                      |
| Neubrandenburg   | ZSK Vorwärts der KVP Prenzlau            |
| Potsdam          | BSG Motor Hennigsdorf                    |
| Ost-Berlin       | BSG Lokomotive Lichtenberg               |
| Frankfurt (Oder) | BSG Motor Eberswalde                     |
| Magdeburg        | BSG Einheit Burg                         |
| Halle            | kein Gesamtsieger ermittelt              |
| Leipzig          | SG Zwenkau                               |
| Cottbus          | BSG Aktivist Welzow                      |
| Dresden          | BSG Motor Görlitz                        |
| Karl-Marx-Stadt  | kein reiner Spielbetrieb der Bezirksliga |
| Erfurt           | BSG Motor Gotha                          |
| Gera             | BSG Chemie Jena                          |
| Suhl             | BSG Motor Sonneberg                      |